# Rolls-Royce Trent 700
Rolls-Royce Trent 700 er en tre-spole high bypass turbofane jetmotor udviklet af Rolls-Royce i 1990'erne. Den er udviklet fra Rolls-Royce RB211, og er den første variant af familien af Trent motorer. Dens listepris er $23,25 millioner (152,1 millioner kr.). Den blev senere udviklet til Rolls-Royce Trent 800.